# Asystent Google
Asystent Google (ang. Google Assistant) – inteligentny asystent osobisty stworzony przez Google, dostępny na urządzenia mobilne oraz inteligentne urządzenia domowe (smart home). W przeciwieństwie do Google Now potrafi prowadzić dwustronną konwersację.
Użytkownicy komunikują się z Asystentem Google głównie za pomocą głosu, ale możliwa jest również komunikacja za pomocą pisma. Asystent potrafi odpowiadać na zadane pytania, wyszukiwać informacje w Internecie, kontrolować urządzenia smart home (np. inteligentne żarówki, zmywarki itp.), robić zakupy przez Internet, rezerwować loty, rozpoznawać przedmioty za pomocą kamery, zarządzać kalendarzem użytkownika oraz wiele innych.
Dostępny jest w języku angielskim, francuskim, hindi, hiszpańskim, indonezyjskim, japońskim, koreańskim, niemieckim, polskim, portugalskim, tajskim oraz włoskim. 16 stycznia 2019 Asystent Google oficjalnie pojawił się w Polsce. Stopniowo do asystenta wprowadzane są nowe komendy i funkcje. Na razie dostępny jest na telefonach i słuchawkach, a pod koniec maja nieoficjalnie u większości użytkowników, zaczął mówić po polsku na Google Home i inteligentnych ekranach.
Od 2024 roku Google rozpoczęło proces stopniowego wygaszania funkcjonalności Asystenta Google, sygnalizując strategiczną zmianę w kierunku bardziej zaawansowanych technologii opartych na sztucznej inteligencji. Głównym następcą i technologią mającą zintegrować oraz rozszerzyć możliwości oferowane dotychczas przez Asystenta jest multimodalny model Gemini.
Proces ten charakteryzuje się kilkoma kluczowymi aspektami:
- Integracja z Gemini: Wiele funkcji, które dotychczas były domeną Asystenta Google, jest sukcesywnie integrowanych lub zastępowanych przez możliwości oferowane przez Gemini. Dotyczy to zarówno aplikacji mobilnych, urządzeń z serii Google Nest/Home, jak i innych platform, gdzie Asystent był obecny. Użytkownicy mogą zauważyć, że w niektórych interfejsach opcje związane z Asystentem są zastępowane przez odwołania do Gemini lub że Gemini przejmuje obsługę zapytań głosowych i tekstowych. 
- Redukcja funkcjonalności: Niektóre mniej popularne lub redundantne funkcje Asystenta Google mogą być całkowicie usuwane bez bezpośredniego odpowiednika w początkowych wersjach Gemini, w miarę jak Google koncentruje zasoby na rozwoju nowszej platformy. 
- Fokus na zaawansowaną AI: Przejście na Gemini ma na celu dostarczenie użytkownikom bardziej konwersacyjnych, kontekstowych i wszechstronnych interakcji, wykorzystujących najnowsze osiągnięcia w dziedzinie dużych modeli językowych (LLM) i sztucznej inteligencji. Gemini, w odróżnieniu od Asystenta, który był primarnie zorientowany na wykonywanie poleceń i dostarczanie szybkich odpowiedzi, ma oferować głębsze rozumienie zapytań, generowanie treści oraz bardziej naturalny dialog.
Asystent Google wciąż może być dostępny w niektórych urządzeniach i aplikacjach, często działając równolegle z nowymi funkcjami Gemini, jednak jego rola systematycznie maleje. Długoterminowym celem Google jest pełne zastąpienie dotychczasowej infrastruktury Asystenta przez rozwiązania oparte na Gemini, co ma zapewnić spójniejsze i potężniejsze doświadczenie AI we wszystkich produktach firmy. Użytkownicy są zachęcani do stopniowego zapoznawania się z możliwościami Gemini, które staje się centralnym punktem interakcji z usługami Google.

## Wymagania (urządzenia mobilne)

### Android
- Android 5.0 lub nowszy i co najmniej 1 GB wolnej pamięci lub Android 6.0 lub nowszy i co najmniej 1,5 GB wolnej pamięci[11]
- Aplikacja Google 6.13 lub nowsza[11]
- Zainstalowane Usługi Google Play[11]
- Ekran o rozdzielczości co najmniej 720p[11]

### iOS
- iOS 11 lub nowszy[11]